# Rust (gra komputerowa)
Rust – komputerowa gra survivalowa z widokiem pierwszoosobowym. Wyprodukowana została przez brytyjskie studio Facepunch Studios. 11 grudnia 2013 wydano grę w trybie wczesnego dostępu na platformie PC. 8 lutego 2018 ukazała się pełna wersja Rusta.
14 marca 2017 roku na stronie internetowej gry ogłoszono, że gra została sprzedana w 5,2 milionach egzemplarzy oraz że sprzedano 1,2 miliona wirtualnych skórek wykonanych przez graczy.

## Rozgrywka
Przed dołączeniem do rozgrywki gracz musi wybrać jeden z dostępnych serwerów. Serwery dzielą się na trzy rodzaje: oficjalne, społecznościowe oraz wzbogacone o modyfikacje. Gracz pojawia się w przypadkowym miejscu, zaopatrzony w kamień i pochodnię, doskwiera mu głód i niska temperatura. Dzięki kamieniowi gracz może uzyskać drewno, które może posłużyć do budowy domu i rozpalenia w nim ogniska, czyli źródła ciepła i światła. Gdy postać staje się głodna, gracz musi zapolować na żyjące zwierzęta. Po walce z przeciwnikiem gracz może skorzystać z bandaży, które pozwolą odnowić jego zdrowie.
Gracz może rywalizować z innymi graczami, walcząc z nimi i/lub współpracować, budując wspólne osady.

## Muzyka
Początkowo muzykę do gry skomponował producent projektu Atrium Carceri, jednak gdy gra trafiła do sprzedaży producenci postanowi ją usunąć, ponieważ wówczas nie pracowali z nim nad czymkolwiek. W 2014 roku producent Atrium Carceri skomponował kilka utworów inspirowanych grą jako wersje demonstracyjne, a utwory zostały dodane do gry. W kwietniu 2015 roku do gry zostały dodane nowe utwory. W styczniu 2017 roku Alex Rehberg opublikował rekonstrukcję intro gry.

## Produkcja
Rust jest inspirowany modyfikacją gry Arma 2 – DayZ i serią S.T.A.L.K.E.R., a jej mechanika jest inspirowana grą Minecraft. Początkowo gra była klonem modyfikacji DayZ, ale po pewnym czasie producent zdecydował się zmienić kierunek rozwoju gry. Twórcy doszli do wniosku, że nie będą w stanie opracować gęsto zabudowanych miast, zamiast tego postanowili położyć nacisk na wznoszenie struktur przez graczy. Postacie zombie zamieniono na inne agresywne postacie niezależne.
We wczesnym etapie produkcji, 16 czerwca 2013 roku rozpoczęły się publiczne testy alfa, gra była dostępna dla zarejestrowanych użytkowników z poziomu przeglądarki internetowej. 11 grudnia 2013 roku gra została udostępniona w trybie wczesnego dostępu. Gra wykorzystuje silnik Unity w wersji 5.6.
Gra dostępna jest w 28 wersjach językowych, między innymi angielskiej i polskiej. Za produkcję i wydanie gry odpowiada Facepunch Studios. Rust jest aktualizowany w każdy czwartek, aktualizacje zawierają poprawki błędów, optymalizacje i nowe funkcje.

## Odbiór

### Sprzedaż
W ciągu pierwszych dwóch tygodni od kiedy została udostępniona wersja alfa gry, została ona zakupiona ponad 150 000 razy. W ciągu miesiąca gra zarobiła 40% kwoty, którą poprzednia produkcja studia Garry’s Mod zarobiła w dziewięć lat. W ciągu półtora miesiąca od publikacji gra została zakupiona 750 000 razy. Po dwóch miesiącach liczba ta wzrosła do miliona, a gra znalazła się na piątym miejscu listy tytułów z największą aktualną liczbą osób grających na Steam, podczas gdy DayZ znajdowała się wtedy na dziesiątym miejscu tej listy. 21 lutego 2014 roku Garry Newman, założyciel studia Facepunch Studios ogłosił, że gra zarobiła 30 milionów dolarów. 27 grudnia 2015 roku Newman ogłosił, że gra została sprzedana w trzech milionach egzemplarzy, a 13 kwietnia 2016 roku ogłosił on, że gra została sprzedana w kolejnych 500 000 egzemplarzy. Sprzedaż gry wzrosła o 74% po dodaniu modeli postaci kobiety. 14 marca 2017 roku na stronie internetowej gry ogłoszono, że gra została sprzedana w 5,2 milionach egzemplarzy oraz że sprzedano 1,2 miliona wirtualnych skórek wykonanych przez graczy. 28 czerwca 2017 roku założyciel studia opublikował dane według których gra została zwrócona ponad 300 000 razy co odpowiadało kwocie zwróconych ponad czterech milionów dolarów.

### Krytyka
Gra w fazie wczesnego dostępu została zrecenzowana w różnych takich serwisach. Richard Cobbett z serwisu Eurogamer stwierdził, że doświadczenie przetrwania jest prymitywne, brakuje mu atmosfery, jednak budowanie i rzemiosło sprawia, że jest to zupełnie inne doświadczenie. Podsumowując stwierdził, że gra może stać się wspaniała w przyszłości. Shaun McInnis z serwisu GameSpot uznał, że Rust jest surowy i szorstki, występują w nim błędy, ale także zdarza się, że gra jest niezwykle zabawną piaskownicą, pełną emocjonujących rozgrywek i nieprzewidywalnych interakcji z graczem. W swojej recenzji uznał również, że gra jest raczej szkieletem, aniżeli gotową już produkcją i jest absolutnie pełna potencjału. System rzemiosła uznał za solidny i niezdarny oraz stwierdził, że potrzebuje on wyrafinowania. System ekwipunku uznał za niechlujny. Podkreślił, że gra ma potencjał aby stać się wyjątkową grą przygodową z otwartym światem. Opisał grę również jako symulator architektury kooperacji. Mitch Dyer z serwisu IGN stwierdził, że gra jest trudna do opanowania i niesamowicie frustrująca. Za frustrujące uznał utratę postaci i większości jej postępów w wyniku zabójstw dokonywanych przez innych graczy oraz wyczyszczenie serwerów gry przez producentów gry. Dodał także, że w grze bywają chwile, które sprawiają, że gra jest niezapomniana, w przeciwieństwie do wielu innych gier i jest dla niego ciekawsza niż Minecraft, DayZ i inne gry, które go zainspirowały. Stwierdzi, że nieprzewidywalność rozgrywki jest wartościowym elementem i że pierwszy raz w życiu przeżył syndrom sztokholmski w grze komputerowej. Matt Cox z Rock, Paper, Shotgun zrecenzował ówczesną wersję eksperymentalną gry. Uznał, że mapy generowane proceduralnie są zbyt powtarzalne, aby doznawać momenty odkrycia. W porównaniu do poprzedniej wersji gry stwierdził, że jednym z zauważalnych ulepszeń jest wprowadzenie nowego systemu przeciwko oszustwom. Zauważył, że twórcy usprawnili budowanie bazy, dzięki czemu możliwe jest szybsze zebranie zasobów potrzebnych do zbudowania podstawowego schronienia i połączenia ich razem. Podsumowując stwierdził, że gra ma potencjał i pomimo prawdopodobnie właściwej zmiany silnika gry na Unity, długoterminowych procedruralnie generowanych światów i zwiększenia populacji serwerów gra jest niestabilna. Matt Purslow z serwisu PCGamesN stwierdził, że interfejs jest niewłaściwy, animacje nie są zsynchronizowane z efektami dźwiękowymi, zombie mogą atakować postać gracza z odległości około pięciu stóp, a gracz napotyka przez cały czas na te same skały i drzewa co sprawia trudność w nawigowaniu. Uznał, że gra w grupach jest wyjątkowo zabawna. Po ponad roku Purslow zaktualizował recenzję. Rust został także zrecenzowany w serwisie PC Gamer. Andy Chalk stwierdził, że rzemiosło nie jest szczególnie interesujące, ani elastyczne. Dodał, że śmiercionośne zombie i radioaktywne miejsca przypominają te z serii S.T.A.L.K.E.R. Podsumowując uznał, że gra jest szorstka, ale zaskakująco grywalna, podstawowe systemy są kompletne i funkcjonalne, aktualizacje znacznie poprawiły wydajność przeglądarki serwera, a gra ma dużo potencjału, a wówczas było to intensywne i imponujące doświadczenie. David Craddock z serwisu Shacknews skrytykował brak komunikacji pomiędzy Facepunch Studios a społecznością, gdy do gry dodawano modele kobiet.

### Media
Do gry zostały wydane trzy modyfikacje: Rubled w 2015 roku oraz Rustangelo i Fortify w 2016 roku. Pierwsza modyfikacja pozwala zaprojektować dom w grze, skalkulować ilość potrzebnych surowców do budowy budynków oraz podzielić się pomysłami z innymi. Rustangelo umożliwia malowanie obrazów na znakach i mapach w grze. Trzecia modyfikacja również pozwala na zaplanowanie bazy. Gracz może wysadzać budynki, sprawdzać ich stabilność oraz kontrolować wykorzystane surowce przy pomocy licznika. Modyfikacja wspiera także importowanie i eksportowanie baz z serwerów Rusta wzbogaconych o modyfikacje.